# Malahorna (roman)
Malahorna je generacijsko-družinski roman, temelječ na avtobiografskih izkušnjah pisateljice Nade Gaborovič. Izšel je leta 1989. Prikazuje podobo mesta Maribor in življenja v njem v času pred in med drugo svetovno vojno ter delno po njej.
Mestna družina životari ob očetu, potomcu Malahorne – slabiču, ki je edini skrbnik treh otrok, in materi Rozi, hčerki Gologlavcev, ki je povsem drugačna. Njeno zgodbo oz. zgodbo rodu pa pripoveduje deklica Naja, ki v romanesknem času postane odrasla pripovedovalka. Okolje, v katerega je umeščena njena družina – mama, oče, sestra in brat – jih vnaprej določa in onemogoča. Potisnjeni so v slabo mestno stanovanje v visokem nadstropju z visoko najemnino. Mama Rozi je gospodinja, oče pa kot nižji uradnik s skromno plačo preživlja družino. Mestna atmosfera že od vsega začetka ni optimistična. Mesto je kraj, kamor se zatekajo podeželani z upanjem, da bodo v njem našli boljši kos kruha, da bodo tam lažje zaživeli in da bodo našli boljše življenjske priložnosti, a so v svojem upanju največkrat razočarani. Pripoved romana poteka v razponu treh generacij, od prve svetovne vojne do šestdesetih let, materine smrti, bolj skozi dialog kot spominsko projekcijo vnukinje malahornskega in gologlavskega rodu.